# Strong (Ontario)
Strong es un municipio canadiense situado en la provincia de Ontario.

## Superficie
Strong tiene una superficie de 158,88 km².

## Demografía
En 2021, tenía 1566 habitantes, una densidad poblacional de 9,9 hab./km², y 953 viviendas.